# Eragrostis pobeguinii
Eragrostis pobeguinii är en enhjärtbladiga växtart som beskrevs av Charles Edward Hubbard. Eragrostis pobeguinii ingår i släktet kärleksgrässläktet, och familjen gräs. Inga underarter finns listade i Catalogue of Life.